# Alan Aguirre
Alan Maximiliano Aguirre (Buenos Aires, Argentina, 13 de agosto de 1993) es un futbolista argentino. Juega de defensa central y su actual equipo es Vinotinto Ecuador de la Serie A de Ecuador.

## Trayectoria
Su debut se produjo el 24 de junio de 2012, en el partido que Boca Juniors disputó frente a All Boys y que lo terminó perdiendo 3 a 1. En julio de 2012, realizó su primera pretemporada con la primera división del Club Atlético Boca Juniors, participando de la gira que el Xeneize realizó por Colombia y Venezuela. En la gira, jugó de titular ante Santa Fe Corporación Deportiva y ante el Club Atlético All Boys.
En el verano de 2013 juega el superclásico con el antiguo rival River Plate en la cual tiene una buena actuación, ese día Boca ganó por penales tras haber empatado los 90 minutos. Luego jugó en el Club Atlético Douglas Haig, desde 2014 hasta 2015.

## Selección Argentina Sub-20
| N.º | Fecha      | Estadio                                               | Local     | Resultado | Visitante | Goles | Asist. |                     |
| --- | ---------- | ----------------------------------------------------- | --------- | --------- | --------- | ----- | ------ | ------------------- |
| 1   | 11-01-2015 | Estadio Malvinas Argentinas, Mar del Plata, Argentina | Argentina | 1-2       | Paraguay  |       |        | Sudamericano Sub-20 |
| 2   | 13-01-2015 | Estadio Malvinas Argentinas, Mar del Plata, Argentina | Argentina | 2-2       | Bolivia   |       |        | Sudamericano Sub-20 |
| 3   | 17-01-2015 | Estadio Malvinas Argentinas, Mar del Plata, Argentina | Argentina | 3-2       | Colombia  |       |        | Sudamericano Sub-20 |

No incluye partidos amistosos.

#### Participaciones con la selección
| Torneo                   | Sede      | Resultado    | Partidos | Goles |
| ------------------------ | --------- | ------------ | -------- | ----- |
| Sudamericano Sub-20 2013 | Argentina | Primera fase | 3        | 0     |

## Estadísticas
Actualizado al 18 de agosto de 2025.
| Boca Juniors Argentina | 1.ª           | 2011-12       | 1   | 0 | 0 | 0 | 0 | 0 | 1   | 0 | 0    |
| Boca Juniors Argentina | 1.ª           | 2012-13       | 0   | 0 | 0 | 0 | 0 | 0 | 0   | 0 | 0    |
| Boca Juniors Argentina | 1.ª           | 2013-14       | 0   | 0 | 0 | 0 | 0 | 0 | 0   | 0 | 0    |
| Boca Juniors Argentina | Total club    | Total club    | 1   | 0 | 0 | 0 | 0 | 0 | 1   | 0 | 0    |
| Douglas Haig Argentina | 2.ª           | 2014-15       | 34  | 0 | 1 | 0 | — | — | 35  | 0 | 0    |
| Douglas Haig Argentina | 2.ª           | 2015          | 18  | 2 | 0 | 0 | — | — | 18  | 2 | 0.04 |
| Douglas Haig Argentina | Total club    | Total club    | 52  | 2 | 1 | 0 | 0 | 0 | 53  | 2 | 0.04 |
| Ferro Argentina | 2.ª           | 2016          | 13  | 0 | 0 | 0 | — | — | 13  | 0 | 0    |
| Ferro Argentina | Total club    | Total club    | 13  | 0 | 0 | 0 | 0 | 0 | 13  | 0 | 0    |
| Sarmiento Argentina | 1.ª           | 2016-17       | 10  | 0 | 0 | 0 | — | — | 10  | 0 | 0    |
| Sarmiento Argentina | Total club    | Total club    | 10  | 0 | 0 | 0 | 0 | 0 | 10  | 0 | 0    |
| Instituto Argentina | 2.ª           | 2017-18       | 16  | 1 | 1 | 0 | — | — | 17  | 1 | 0.06 |
| Instituto Argentina | 2.ª           | 2018-19       | 18  | 0 | 0 | 0 | — | — | 18  | 0 | 0    |
| Instituto Argentina | Total club    | Total club    | 34  | 1 | 1 | 0 | 0 | 0 | 35  | 1 | 0.03 |
| Guayaquil City · Ecuador | 1.ª           | 2020          | 27  | 2 | 0 | 0 | — | — | 27  | 2 | 0.07 |
| Guayaquil City · Ecuador | 1.ª           | 2021          | 9   | 0 | 0 | 0 | 2 | 0 | 11  | 0 | 0    |
| Guayaquil City · Ecuador | 1.ª           | 2022          | 13  | 0 | 0 | 0 | — | — | 13  | 0 | 0    |
| Guayaquil City · Ecuador | Total club    | Total club    | 49  | 2 | 0 | 0 | 2 | 0 | 51  | 2 | 0.04 |
| Atlanta Argentina | 2.ª           | 2023          | 26  | 1 | 0 | 0 | — | — | 26  | 1 | 0.04 |
| Atlanta Argentina | Total club    | Total club    | 26  | 1 | 0 | 0 | 0 | 0 | 26  | 1 | 0.04 |
| Cuniburo · Ecuador | 2.ª           | 2024          | 17  | 0 | 1 | 0 | — | — | 18  | 0 | 0    |
| Cuniburo · Ecuador | Total club    | Total club    | 17  | 0 | 1 | 0 | 0 | 0 | 18  | 0 | 0    |
| Vinotinto Ecuador · Ecuador | 1.ª           | 2025          | 20  | 0 | 0 | 0 | — | — | 20  | 0 | 0    |
| Vinotinto Ecuador · Ecuador | Total club    | Total club    | 20  | 0 | 0 | 0 | 0 | 0 | 20  | 0 | 0    |
| Total carrera | Total carrera | Total carrera | 224 | 6 | 3 | 0 | 2 | 0 | 229 | 6 | 0.03 |
| (1) La copa nacional se refiere a la Copa Ecuador, Copa Argentina y Supercopa Argentina. (2) La copa internacional se refiere a la Copa Sudamericana, Recopa Sudamericana, Copa Libertadores y Copa Suruga Bank. (3) Promedio de goles recibidos por partidos no incluye goles recibidos en partidos amistosos. |               |               |     |   |   |   |   |   |     |   |      |

## Selección nacional
| Año  | Selección                     | Torneo                       |
| ---- | ----------------------------- | ---------------------------- |
| 2012 | Selección Sub-20 de Argentina | Copa Desafío Cuatro Naciones |
| 2013 | Selección Sub-20 de Argentina | Sudamericano Sub-20          |

## Palmarés

### Campeonatos nacionales
| Título             | Club     | País    | Año  |
| ------------------ | -------- | ------- | ---- |
| Serie B de Ecuador | Cuniburo | Ecuador | 2024 |